# نیورد

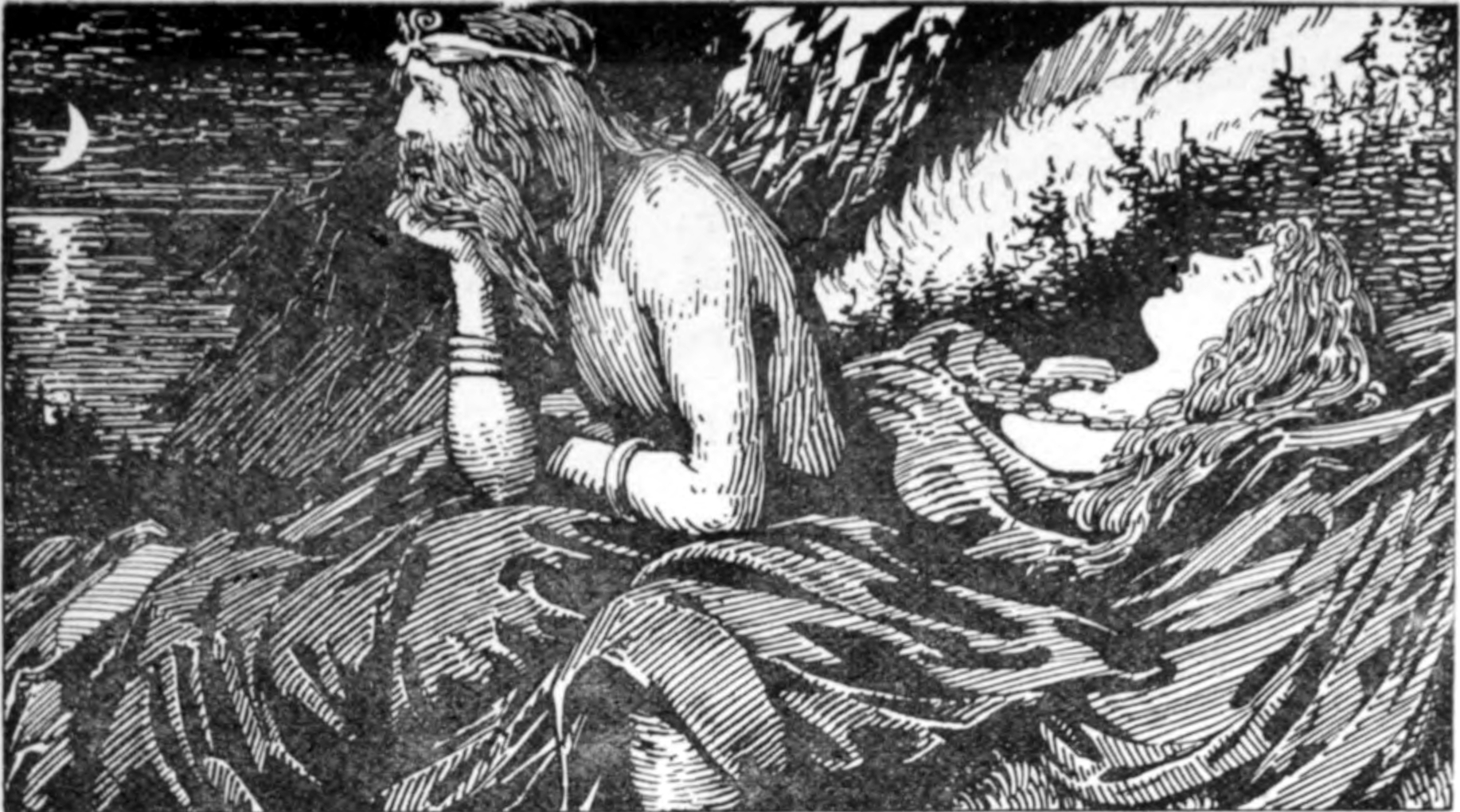
نیورد در آرزوی دریا، اثر ویلیام کالینگ‌وود (۱۹۰۸)

نیورد (به زبان نروژی باستان: Njöror) در اساطیر اسکاندیناوی، ایزد باد و ارواح ، دریا، ساحل، آتش و عضو یکی از نژادهای ایزدان اساطیری به نام ونیر بود. او از خواهرش نرثوس ایزدبانوی زمین، صاحب دوقلوهای فریا و فریر شد. نیورد همچنین به طور اتفاقی با الههٔ فصل زمستان اسکادی ازدواجی ناموفق داشت. آن‌ها به دلیل اینکه نیورد ترجیح می‌داد در کنار دریا زندگی کند و در طرف دیگر اسکادی زندگی در کوهستان را می‌پذیرفت از یکدیگر جدا شدند. نیورد به عنوان یکی از اعضای ونیرها، ایزد باروری نیز به شمار می‌رفت و در هنگام سفرهای دریایی و پیروزی در صید ماهی، بخت و اقبال به ارمغان می‌آورد، چون او بر نعمت دریا، باد و امواج نظارت داشت. نیورد، مانند دیگر ونیرها، پیوندی تنگاتنگ با ثروت داشت. می‌پنداشتند که او می‌تواند به کسانی که او را ستایش می‌کنند زمین و دارایی ببخشد.
پس از جنگ آسیر و ونیر، زمانی که آن‌ها به صلح رسیدند، نیورد و فرزندانش اسیران آسیرها شدند. آسیرها نیورد و دخترش فریا را به عنوان کشیش‌های بلندمرتبه منصوب کردند و مسئولیت قربانیان را به آن‌ها سپردند. فریا راهبه قربانی تلقی می‌شد، که جادو و هنر که دانش عموم نژاد ونیرها بود را به آسیرها آموزش می‌داد.